# Массовое убийство в Кишише
В период с 29 ноября по 1 декабря 2022 года в вождестве Бвито (Рутшуру, Северное Киву, восточная часть Демократической Республики Конго) произошло массовое убийство.
Преступление было совершено вооруженной группировкой «Движение 23 марта» (М23), состоящей преимущественно из представителей народности тутси. Группировка атаковала местные ополчения и Вооруженные силы ДРК.
По предварительным данным ООН, в результате нападения погибло не менее 171 мирного жителя. Власти Конго первоначально оценили число погибших примерно в 300 человек.
Нападение началось в группировке Тонго, где более 64 мирных жителей были казнены в деревнях Мухиндо, Русекера и Бугина. Затем силы М23 продвинулись в группировку Бамбо и совершили нападения на Кишише, Кирумбу и Капопи.
Помимо массовых казней, нападавшие разграбили медицинские центры и другие учреждения.
В результате нападения произошло массовое перемещение гражданского населения. Сотни тысяч людей бежали в близлежащие районы, такие как Каньябайонга, Кибиризи, Кашала, Кирима, Рвинди, Ньянзале, Кашалира, Бамбу и Кичанга, а некоторые искали убежища в соседних странах.
Нападение вызвало широкое международное осуждение и возмущение среди конголезских политических деятелей, включая Жювеналя Мунубо Муби, Мартина Файулу, президента Феликса Чисекеди, Патрика Муяйю Катембве и Жюльена Палуку Кахонгью.

## Предыстория
В ноябре 2021 года повстанческая группировка M23, состоящая в основном из тутси и потерпевшая поражение в 2013 году, возобновила нападения в Северном Киву. Они утверждали, что правительство Конго не обеспечивает их безопасность, а также не защищает их экономические и политические интересы.
Правительство отказалось интегрировать бойцов M23 в национальную армию из-за сопротивления местных жителей, которые считали их преступниками, требующими правосудия.
По мнению политолога Джейсона Стернса, лидеры M23 являются одними из самых богатых землевладельцев и бизнесменов в регионе.
M23 также оправдывала свое возрождение борьбой с Демократическими силами освобождения Руанды (ДСОР), руандийской повстанческой группировкой, действующей на востоке ДРК после геноцида в Руанде в 1994 году.
Однако Стернс утверждал, что “не было явных свидетельств непосредственной угрозы со стороны FDLR для Руанды в преддверии повторного появления M23 в ноябре 2021 года”.
На фоне эскалации конфликта 8 ноября 2022 года Национальное собрание Демократической Республики Конго приняло резолюцию, запрещающую переговоры, направленные на интеграцию членов вооруженных группировок в национальные силы безопасности.
Одновременно с этим Региональные силы Восточноафриканского сообщества (EACRF) начали развертывание, и 12 ноября кенийские войска прибыли в Гому. Однако их малочисленность (всего 900 человек) и неоднозначный мандат сделали их неэффективными в качестве сдерживающего фактора против M23, которая продолжала наступление.
Боевые действия между Вооруженными силами Демократической Республики Конго (FARDC) и M23 возобновились 20 октября 2022 года на территории Рутшуру. Наступление FARDC быстро захлебнулось, что позволило M23 захватить контроль над обширными территориями. К 29 октября повстанцы захватили Рутшуру и Киванджу, получив контроль над участком Национальной дороги 2, главной дороги, соединяющей Гому с Бени и Бутембо. Это усилило зависимость Гомы от торговли с Руандой.
M23 продолжила наступление в трех направлениях: на юг, в сторону Гомы, на север, в сторону Ишаши, и на запад через национальный парк Вирунга в район Тонго Вождество Бвито – место, где позже произошла резня в Кишише.
Несмотря на борьбу FARDC с M23, местные ополченцы время от времени оказывали сопротивление. 14 ноября в Рушову и 17 ноября в Канабе местные группы вступили в столкновения с M23, нанеся повстанцам потери. Однако эти атаки мало что сделали для того, чтобы остановить экспансию M23, подготовив почву для последовавших за этим зверств.

## Нападение
В ответ на убийство своих бойцов местными ополченцами 14 ноября 2022 года в Рушове и 17 ноября 2022 года в Канабе, M23 при поддержке Вооружённых сил Руанды (ВСР) начали серию нападений в вождестве Бвито, территории Рутшуру.
Повстанцы, предположительно из Мабенги и Тонго, которые к 16 ноября перешли под контроль M23, совершали целенаправленные нападения на гражданское население.
29 ноября M23 начали охоту на людей в группировке Тонго, казнив более 64 мирных жителей в деревнях Мухиндо, Русекера и Бугина. Повстанцы систематически обыскивали дома и убивали без суда и следствия всех мужчин, которых встречали. Ни конголезские силы безопасности, ни миротворцы МООНСДРК не вмешались.
Затем повстанцы продвинулись в группировку Бамбо, где совершили новые убийства в Кишише, Кирумбе и Капопи, а также разграбили медицинские центры. Массовое убийство продолжалось до 1 декабря 2022 года.
По данным Radio Okapi, только в Кишише было убито более 122 мирных жителей. Среди жертв были дети и их родители, которые искали убежища в адвентистской церкви Кишише (Église Adventiste de Kishishe), где было убито по меньшей мере 60 человек.
Давид Эритье Кахомбо, глава группировки Букомбо, сообщил, что M23 занимается широко распространёнными грабежами и сексуальным насилием в отношении женщин и девочек. Amnesty International задокументировала систематические казни взрослых мужчин и изнасилования по меньшей мере 66 женщин и девочек, включая случаи группового изнасилования. Многие выжившие получили лишь базовую медицинскую помощь, включая постконтактную профилактику (ППП) инфекций, передающихся половым путём, экстренные контрацептивы и обезболивающие, но не получили надлежащей медицинской и психологической поддержки.
5 декабря 2022 года во время пресс-конференции Жюльен Палуку Кахонгья, министр промышленности и бывший губернатор Северного Киву, сообщил, что число погибших составило около 300 человек.
Вооружённые силы Демократической Республики Конго (FARDC) первоначально сообщили о гибели по меньшей мере 50 мирных жителей в Кишише 1 декабря, а на следующий день правительство Конго увеличило эту цифру до «более чем 100».
M23 опровергли эти цифры, признав гибель только восьми мирных жителей, заявив, что они были убиты «шальными пулями» во время боя с местными ополченцами.
Предварительное расследование, проведённое Организацией Объединённых Наций, показало, что по меньшей мере 131 гражданское лицо было казнено. Однако в своём ежегодном отчёте, опубликованном 7 февраля 2023 года, Объединённое представительство ООН по правам человека (UNJHRO) задокументировало казнь по меньшей мере 171 человека в Бамбо и Кишише в период с 21 по 30 ноября 2022 года.

## Реакции
Массовое убийство в Кишише вызвало широкий резонанс как среди властей Конго, так и в международном сообществе. Президент Феликс Чисекеди выразил резкое осуждение произошедшего, назвав его «убийством более 100 граждан Конго» в Кишише. Об этом заявил представитель правительства Патрик Муяйя Катембве.
Чисекеди объявил о трёх днях национального траура, в течение которых по всей стране были приспущены государственные флаги. Он также поручил министру юстиции провести внутреннее расследование и начать международное расследование инцидента, который был квалифицирован как военное преступление.
Денис Муквеге, лауреат Нобелевской премии и известный гинеколог, который работает с жертвами сексуального насилия, выразил возмущение по поводу произошедшего и призвал международное сообщество к мобилизации против «агрессии Руанды в ДРК». Он призвал ввести санкции против M23 и RDF и привлечь виновных к ответственности с помощью национальных и международных механизмов правосудия.
Ювеналь Мунубо Муби, член парламента от Валикале, назвал это нападение «крупнейшим с момента создания М23». Мартин Фаюлу, один из лидеров оппозиции, потребовал от Совета Безопасности ООН ввести санкции против Руанды, настаивая на том, что «Руанда должна прекратить свои зверства в Демократической Республике Конго».
NGODH, объединение правозащитных организаций в Северном Киву, призвало Организацию Объединённых Наций и правительство Конго принять срочные меры и передать дело в Международный уголовный суд (МУС).
Массовое убийство также вызвало широкий резонанс в международном сообществе. Госсекретарь США Энтони Блинкен призвал президента Руанды Пола Кагаме прекратить любую поддержку M23, выразив глубокую обеспокоенность последствиями боевых действий для мирных жителей Конго, которые были убиты, ранены или вынуждены были покинуть свои дома. Блинкен также призвал соблюдать соглашение о прекращении огня, достигнутое при посредничестве Анголы, которое было согласовано во время саммита в Луанде 23 ноября и требовало от M23 вывести войска с захваченных позиций.
Миссия Организации Объединённых Наций по стабилизации в Демократической Республике Конго (МООНСДРК) призвала провести расследование произошедшего, а посол Европейского союза (ЕС) в ДРК потребовал немедленно прекратить боевые действия и соблюдать международное гуманитарное право (МГП).
Ряд европейских стран, включая Францию, а также министр по вопросам развития Великобритании Эндрю Митчелл осудили нападение и подчеркнули необходимость правосудия и привлечения виновных к ответственности.